# Годро, Фредерик
Фредери́к Годро́ (фр. Frédérick Gaudreau; 1 мая 1993, Бромон, Квебек, Канада) — канадский хоккеист, центральный нападающий клуба НХЛ «Миннесота Уайлд».

## Клубная карьера
В юношестве играл за «Мейгог Кантониерс» в молодежной лиге Квебека с 2009 по 2011 год. В последнем сезоне был капитаном команды. За 2 сезона набрал там 64 очка в 83 играх. С 2011 по 2015 годы играл в Главной юниорской хоккейной лиге Квебека за команды «Шоуиниган Катарактэс» и «Драммондвилл Вольтижерс».
Будучи незадрафтованным 12 июля 2014 года подписал контракт с командой АХЛ «Милуоки Эдмиралс». В 43 играх набрал 11 очков. Также 14 игр провел клуб за клуб Хоккейной лиги Восточного побережья «Цинциннати Сайклонс» и набрал там 7 очков. В следующем сезоне сыграл за «Милуоки Эдмиралс» 75 игр и набрал 42 очка.
После этого сезона Фредерик был подписан уже командой НХЛ «Нэшвилл Предаторз». Однако большую часть сезона провел в «Милуоки». В регулярном сезоне сыграл 9 игр и сделал 1 передачу. В плей-офф АХЛ сыграл всего 3 игры, однако набрал 4 очка. В плей-офф НХЛ сезона 2016/17 сыграл 8 игр, отметился 3 голами и 1 передачей. Дебютировал в 5 матче Западной конференции из-за травм Райана Джохансена и Майка Фишера. Также в Финале Кубка Стэнли против «Питтсбург Пингвинз» в первой игре забил гол в третьем периоде, который сравнял счет. Годро также помог выиграть третью и четвёртую игру для «Предаторз», забив голы в обеих встречах. Причём в обеих играх его шайба стала победной.  При этом Годро стал первым игроком после Джонни Хармса из «Чикаго БлэкХокс», который забил свои первые три гола в НХЛ в финале Кубка Стэнли в сезоне 1943/44.
В сезоне 2017/18 сыграл 20 игр за «Хищников», сделав 3 передачи и 54 игры провёл за «Адмиралов», набрав 43 очка (22+21).
10 октября 2020 года подписал однолетний двухсторонний контракт с «Питтсбург Пингвинз» на сумму $ 0,7 млн.
28 июля 2021, будучи неограниченно свободным агентом, подписал двухлетний контракт с «Миннесотой Уайлд» на общую сумму $ 2,4 млн.